# Mons Gruithuisen Gamma

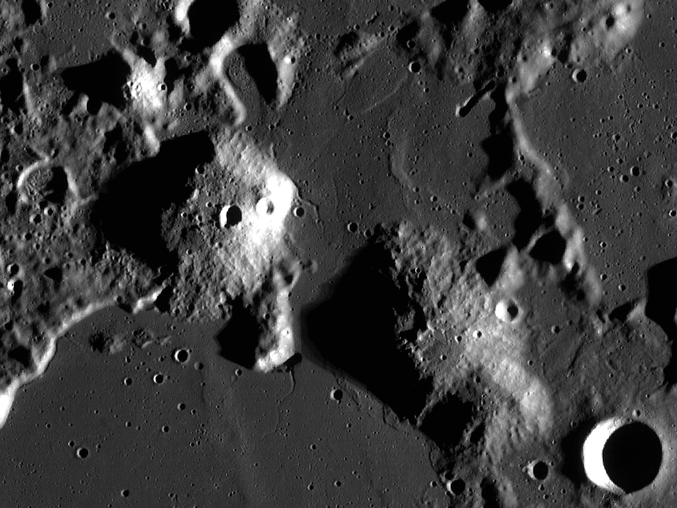
Mons Gruithuisen Gamma a Mons Gruithuisen Delta

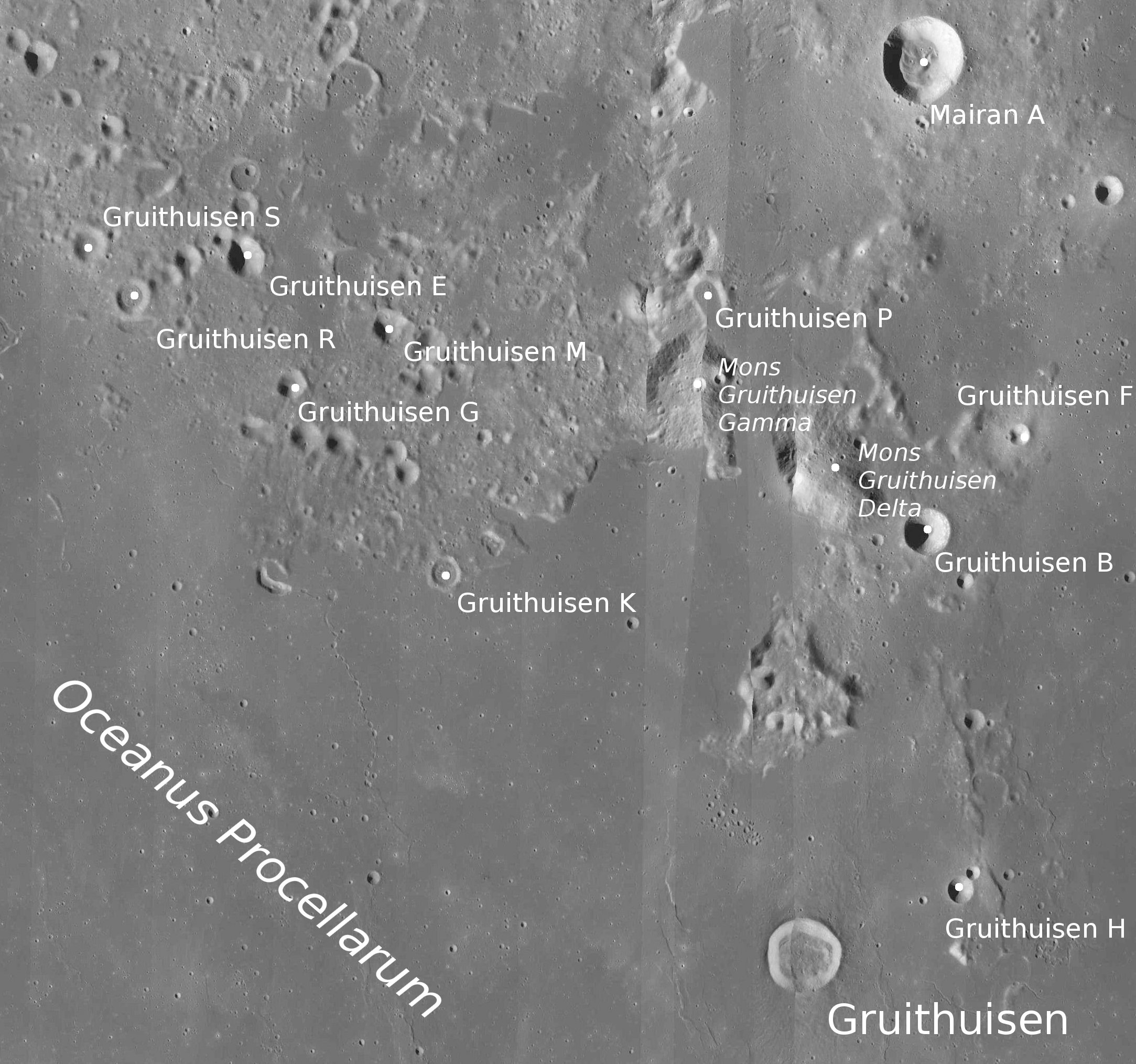
Poloha Mons Gruithuisen Gamma.

Mons Gruithuisen Gamma je měsíční kopec - lunární dóm (štítová sopka) se základnou o průměru 20 km na rozhraní Oceánu bouří (Oceanus Procellarum) a Moře dešťů (Mare Imbrium) na přivrácené straně Měsíce. Útvar připomíná „obrácenou vanu“, na jeho vrcholu je malý kráter. Střední selenografické souřadnice jsou 36,6° S a 40,7° Z.
V těsné blízkosti (jihovýchodně) se nachází kopec Mons Gruithuisen Delta, oba jsou pojmenovány podle nedalekého kráteru Gruithuisen ležícího jižně (ten byl pojmenován podle německého astronoma Franze von Gruithuisena). Oba kopce jsou situovány poblíž pevninské oblasti, která pokračuje na sever. Severozápadně lze nalézt satelitní kráter Mairan A.